# الدوري الإستوني الدرجة الثانية 1992
الدوري الإستوني الدرجة الثانية 1992 (بالإستونية: Esiliiga 1992)‏ هو الموسم 1 من الدوري الإستوني الدرجة الثانية ‏. أشرف على تنظيمه اتحاد إستونيا لكرة القدم، وكان عدد الأندية المشاركة فيه 8، وفاز فيه Narva PSK ‏.